# 藤重政孝
藤重 政孝（ふじしげ まさたか、1975年2月9日 - ）は、日本の歌手、俳優。2013年よりフレイヴ エンターテインメント所属。

## 人物
山口県岩国市出身。山口県立高森高等学校卒業。以前の所属事務所はスターダストプロモーション。父親は岩国市議会議員の藤重建治。妹がいる。
現在は俳優が主立っているが、シンガーソングライターとしてイベントやライブを多数行っている。
2010年2月28日を以てスターダストプロモーションを離籍。
一般人の女性との結婚を発表した。
2010年11月、12年ぶりに全国ツアー「Be Native」を開催。
2013年、演劇『誓い〜奇跡のシンガー〜』に出演を予定するも、制作者・原作者および主演女優の間のトラブルにより公演中止。
2016年7月15日、TBS系『爆報! THE フライデー』に出演、俳優兼ミュージシャンの芸能活動を継続する一方、2児の父として収入を安定させるため飲食業の会社に就職、エリアマネージャーとしてデパート地下食品売場の豚カツ屋で店頭販売をしていることを明かした。
2018年4月30日、和田光司三回忌追悼ライブ「不死蝶（バタフライ）よ永遠に-We Love DiGiMONMUSiC-」の開催発表を以て、アニメ『デジモンテイマーズ』の挿入歌「EVO」を担当したWILD CHILD BOUNDの正体であることを明かした。
2020年6⽉、“デビュー25周年にやりたいこと”であったロックバンドMSTKを結成。

## ディスコグラフィ

### シングル
1. 愛してるなんて言葉より…（1994年6月8日）
2. 激しく激しい情熱（1994年8月24日）
3. 今夜抱きたくて（1994年11月30日）
4. FOREVER（1995年2月17日）
5. rainy night（1995年5月17日）
6. 一途な恋、一途な夢（1995年11月8日）
7. Fall in love（1996年2月18日）
8. 真夏の太陽（1996年8月8日）
9. 華（1997年3月12日）
10. snowy love（1997年11月26日）
11. 20th Century Boy（1998年3月6日）
12. EVO (2001年6月27日) ※WILD CHILD BOUND名義
13. KEEP YOUR STYLE/walk on（2002年5月1日）
14. Shine〜降りそそぐ風のように〜（2008年2月8日）
15. FOREVER work in 2008（2008年12月3日）配信限定
16. 波（2009年7月15日）配信限定
17. 郷愁（未定）

### アルバム
1. ALL FOR LOVE（1994年9月16日）
2. forever（1995年4月19日）
3. Acoustic（1995年12月6日）
4. life（1996年4月10日）
5. Rock'n Your Smile（1997年3月26日）
6. 1975（1998年3月25日）

### タイアップ一覧
| 愛してるなんて言葉より…       | ABC・テレビ朝日系「火曜ドラマ」内『先生はワガママ』オープニング・テーマ     |
| 激しく激しい情熱              | 日本テレビ系「ウンナン世界征服宣言」エンディング・テーマ                    |
| 今夜抱きたくて                | 日本テレビ系「ウンナン世界征服宣言」エンディング・テーマ                    |
| FOREVER                       | 日本テレビ系「独占SPORTS情報」イメージソング                                |
| rainy night                   | TBS系金曜ドラマ「ジューン・ブライド」挿入歌                                 |
| 一途な恋一途な夢              | ロッテ「クランキーチョコレート」CMソング                                    |
| Fall in love                  | 日本テレビ系「ウッチャンウリウリ!ナンチャンナリナリ!!」エンディング・テーマ |
| 真夏の太陽                    | 日本テレビ系「全日本プロレス中継30」エンディング・テーマ                    |
| EVO                           | フジテレビ系「デジモンテイマーズ」挿入歌（※WILD CHILD BOUND名義）           |
| KEEP YOUR STYLE               | テレビ東京系「テニスの王子様」第2期エンディング・テーマ                     |
| walk on                       | テレビ東京系「テニスの王子様」第3期エンディング・テーマ                     |
| Shine〜降りそそぐ風のように〜 | PS2 ユア・メモリーズオフ〜Girl's Style〜主題歌                              |

## 出演

### テレビドラマ
- 新婚なり!（1995年、TBS）
- シネマカクテル「サンライズ・サンセット」（1999年、関西テレビ）
- 火曜サスペンス劇場「弁護士・朝日岳之助20 堕ちた向日葵」（2003年9月9日、日本テレビ）
- 牙狼-GARO-（2005年、ファミリー劇場）
- 白夜行 第8話（2006年3月2日、TBS）
- 逃亡者おりん 第3回（2006年11月3日、テレビ東京） - 貞次郎 役
- さすらい署長 風間昭平6 さぬき・金比羅殺人事件 小豆島の漂流死体に謎の石のかけら…地蔵に込められた哀しい過去の愛の清算（2007年4月4日、テレビ東京）
- 弁護士 一之瀬凛子 死体を背負うホームレス男性! 私を死刑にしてください…（2008年6月30日、TBS） - 谷ヒロト 役
- トミカヒーロー レスキューファイアー（2009年4月4日 - 2010年3月27日、テレビ東京） - 大河リク 役 ※OPのサブタイトル読みも担当
- ママはニューハーフ（2009年5月12日 - 15日、テレビ東京） - 牛島吾郎 役
- NHK大河ドラマ 龍馬伝（2010年、NHK） - 前原惣兵衛 役
- 水曜ミステリー9「ソタイ 組織犯罪対策課」（2014年11月12日、テレビ東京）
- 相棒 season13 第18話「苦い水」（2015年3月11日、テレビ朝日） - 桐山友哉 役
- 青春探偵ハルヤ〜大人の悪を許さない!〜 第3話（2015年10月29日、読売テレビ） - 和田信弘 役
- 水曜ミステリー9「ドクターハート 薮田公介の事件カルテ2」（2016年1月13日、テレビ東京） - 大沼章介 役
- 水曜ミステリー9「諏訪のスゴ腕警察医2」（2016年6月8日、テレビ東京） - 森崎茂 役
- 月曜名作劇場「釣り刑事7」（2016年8月1日、TBS） - 瀬戸清春 役
- 科捜研の女 season19 第10話（2019年7月18日、テレビ朝日） - 野田元 役
- 遺留捜査 第6シーズン 第6話（2021年2月18日、テレビ朝日） - 井上洋二 役
- 龍虎の理（2021年5月28日、日本映画専門チャンネル）
- ファイトソング（2022年1月 - 3月、TBS） - 豊田 役
- パンドラの果実〜科学犯罪捜査ファイル〜 Season1 第9話（2022年6月18日、日本テレビ） - 金城 役
- リエゾン -こどものこころ診療所- 第2話（2023年1月27日、テレビ朝日） - 田辺克己役
- 晩酌の流儀3 第5話・第11話（2024年7月27日・9月14日、テレビ東京） - 襟村 役[3]
  - 晩酌の流儀4 〜夏編〜 第6話（2025年8月2日）
- 旅人検視官 道場修作 第3弾 鹿児島県・指宿温泉殺人事件（2024年12月7日、BS日テレ） - 篠田忠弘 役[4]

### 映画
- 恋愛白書（2004年）
- 近江聖人・中江藤樹（2004年）
- ピーナッツ（2006年）
- 彼岸島 デラックス（2016年） - 田中 役
- 帰ってきたバスジャック（2017年） - 八巻治夫（小宮昇の上司） 役
- みとりし（2019年） - 山本幸平 役
- そこからの光　未来の私から私へ（2021年）
- 京都カマロ探偵（2022年）
- V. MARIA（2025年） - カナタ 役[5]
- 法廷の死神 第1章（2025年）[6]

### Vシネマ
- YOKOHAMA BLACK シリーズ（2016年9月 - 2018年6月、オールインエンタテインメント）全6作 - 神奈川相模睦連合会 影の暗殺集団「特別高等粛清班」亀梨政人[7]
  - YOKOHAMA BLACK（2016年9月） - 神奈川相模睦連合 黒剣一家組員
  - YOKOHAMA BLACK2（2016年11月） - 神奈川相模睦連合 黒剣一家組員
  - YOKOHAMA BLACK3（2017年12月） - 神奈川相模睦連合 黒剣一家組員
  - YOKOHAMA BLACK4（2017年12月） - 神奈川相模睦連合 黒剣一家組員
  - YOKOHAMA BLACK5（2018年4月） - 神奈川相模睦連合 黒剣一家若頭補佐
  - YOKOHAMA BLACK6（2018年6月） - 神奈川相模睦連合 黒剣一家若頭補佐
- 覇王 凶血の連鎖 Ⅲ - Ⅴ（2017年、監督：小沢和義） - 内藤新宿一家 ヤマシロ(司馬の舎弟)
- 狂犬と呼ばれた男たち 外道ヤクザ（2017年） - マルボウ刑事

### 舞台
- RENT（1999年）
- モーツァルト!（2002年）
- コーサ・ノストラの掟（2012年11月1日 - 4日、CBGKシブゲキ!!）
- ミュージカル忍者じゃじゃ丸くん（2013年6月22日 - 30日、新宿シアターブラッツ） - なまず太夫 役
- ミュージカル深夜食堂（2018年10月26日 - 11月11日、シアターサンモール） - 忠 役
- 王室教師ハイネ -THE MUSICAL II-（2019年4月11日 - 14日、TOKYO DOME CITY HALL / 4月27日 - 28日、神戸国際会館 こくさいホール） - ヴィクトール 役
- ミュージカル「いつか〜one fine day」（2021年6月9日 - 20日、CBGKシブゲキ!!） - クサナギ泰人 役
- 音楽座ミュージカル「SUNDAY」（2024年6月13日 - 17日、草月ホール / 7月10日、Niterra日本特殊陶業市民会館 フォレストホール / 7月28日、JMSアステールプラザ 大ホール） - ゲッコー 役[8]

### バラエティ
- TBS50周年特別記念番組「DOORS」（2005年、TBS系）
- くりぃむしちゅーのたりらリラ〜ン ベタドラマ“ベタな片想い”（日本テレビ系）
- オールスター感謝祭（2005年・2006年、TBS系）

### 特別番組
- 第18回JNN共同制作番組「藤重政孝の大陸横断1万4千キロ」（2008年、TBS系）

### ラジオ
- OPEL Weekend PLATZ（TOKYO FM）

### ゲーム
- ユア・メモリーズオフ〜Girl's Style〜（2008年 - 2009年、トビー〈飛田扉〉[9]） - 2作品[一覧 1]

### シリーズ一覧
1. ↑  PS2版（2008年）、PSP版（2009年）